# Karin Huttary
Karin Huttary (ur. 23 maja 1977 w Innsbrucku) – austriacka narciarka, specjalistka narciarstwa dowolnego. Jej największym sukcesem jest złoty medal w skicrossie wywalczony na mistrzostwach świata w Ruka. Ponadto zdobyła srebrny medal w tej samej konkurencji na mistrzostwach świata w Inawashiro. Zajęła także 4. miejsce w skicrossie na igrzyskach olimpijskich w Vancouver. Najlepsze wyniki w Pucharze Świata osiągnęła w sezonie 2005/2006, kiedy to zajęła drugie miejsce zarówno w klasyfikacji generalnej, jak i w klasyfikacji skicrossu. W sezonie 2004/2005 była trzecia w klasyfikacji generalnej i druga w klasyfikacji skicrossu.

## Osiągnięcia

### Igrzyska olimpijskie
| Miejsce | Dzień     | Rok  | Miejscowość | Konkurencja | Zwycięzca       |
| ------- | --------- | ---- | ----------- | ----------- | --------------- |
| 4.      | 23 lutego | 2010 | Vancouver   | Skicross    | Ashleigh McIvor |

### Mistrzostwa świata
| Miejsce | Dzień    | Rok  | Miejscowość | Konkurencja | Zwycięzca       |
| ------- | -------- | ---- | ----------- | ----------- | --------------- |
| 1.      | 18 marca | 2005 | Ruka        | Skicross    | –               |
| 2.      | 2 marca  | 2009 | Inawashiro  | Skicross    | Ashleigh McIvor |

### Puchar Świata

#### Miejsca w klasyfikacji generalnej
- sezon 2002/2003: 10.
- sezon 2003/2004: 17.
- sezon 2004/2005: 3.
- sezon 2005/2006: 2.
- sezon 2007/2008: 40.
- sezon 2008/2009: 13.
- sezon 2009/2010: 27.

#### Miejsca na podium
1. Laax – 18 stycznia 2003 (Skicross) – 3. miejsce
2. Les Contamines – 12 marca 2003 (Skicross) – 1. miejsce
3. Les Contamines – 7 stycznia 2005 (Skicross) – 2. miejsce
4. Kreischberg – 21 stycznia 2005 (Skicross) – 1. miejsce
5. Naeba – 10 lutego 2005 (Skicross) – 1. miejsce
6. Grindelwald – 5 marca 2005 (Skicross) – 2. miejsce
7. Les Contamines – 14 stycznia 2006 (Skicross) – 1. miejsce
8. Kreischberg – 20 stycznia 2006 (Skicross) – 3. miejsce
9. Pec pod Sněžkou – 3 lutego 2006 (Skicross) – 2. miejsce
10. Sierra Nevada – 11 marca 2006 (Skicross) – 3. miejsce
11. Sierra Nevada – 12 marca 2006 (Skicross) – 2. miejsce
12. Kreischberg – 20 stycznia 2008 (Skicross) – 2. miejsce
13. Flaine – 14 stycznia 2009 (Skicross) – 3. miejsce
14. Cypress Mountain – 6 lutego 2009 (Skicross) – 3. miejsce
15. Voss – 19 lutego 2009 (Skicross) – 3. miejsce
16. Branäs – 24 lutego 2009 (Skicross) – 2. miejsce
17. Les Contamines – 9 stycznia 2010 (Skicross) – 3. miejsce

- W sumie 4 zwycięstwa, 6 drugich i 7 trzecich miejsc.